# 2009年のイギリスの映画作品一覧
2009年のイギリスの映画作品一覧は、2009年のイギリス映画の一覧である。

## 一覧
| 作品名 原題                                                           | 監督                               | 出演者                                                                                         | ジャンル           | 公開日   | 備考                                 |
| --------------------------------------------------------------------- | ---------------------------------- | ---------------------------------------------------------------------------------------------- | ------------------ | -------- | ------------------------------------ |
| 2009                                                                  |                                    |                                                                                                |                    |          |                                      |
| 44 Inch Chest                                                         | マルコム・ヴェンヴィル             | レイ・ウィンストン イアン・マクシェーン ジョン・ハート トム・ウィルキンソン                    | ギャング ドラマ    | TBA      |                                      |
| Awaydays                                                              | Pat Holden                         | スティーヴン・グレアム                                                                         | ドラマ             | 5月22日  |                                      |
| パイレーツ・ロック The Boat That Rocked                               | リチャード・カーティス             | ビル・ナイ フィリップ・シーモア・ホフマン エマ・トンプソン リス・エヴァンス                    | 歴史 コメディ      | 4月1日   |                                      |
| ギャラリー Boogie Woogie                                              | Duncan Ward                        | アマンダ・サイフリッド ジリアン・アンダーソン アラン・カミング ヘザー・グラハム                | コメディ           | 5月2日   |                                      |
| ブライト・スター いちばん美しい恋の詩 Bright Star                     | ジェーン・カンピオン               | ベン・ウィショー アビー・コーニッシュ トーマス・サングスター                                   | 恋愛               | TBA      |                                      |
| ブロンソン Bronson                                                    | ニコラス・ウィンディング・レフン   | トム・ハーディ                                                                                 | ギャング ドラマ    | 3月13日  |                                      |
| City Rats                                                             | Steve M. Kelly                     | ダニー・ダイア テイマー・ハッサン レイ・パンザキ スーザン・リンチ                              | ブラック・コメディ | 4月24日  |                                      |
| Cherrybomb                                                            | Lisa Barros D'Sa and Glenn Leyburn | ルパート・グリント ロバート・シーハン                                                          | ドラマ             | TBA      |                                      |
| Clubbed                                                               | Neil Thompson                      | コリン・サーモン メル・ライド ショーン・パークス スコット・ウィリアムズ マクシーヌ・ピーク     | ドラマ             | 1月16日  |                                      |
| クリエイション ダーウィンの幻想 Creation                              | ジョン・アミエル                   | ポール・ベタニー ジェニファー・コネリー ベネディクト・カンバーバッチ                           | 伝記               | TBA      |                                      |
| くたばれ!ユナイテッド サッカー万歳! The Damned United                 | トム・フーパー                     | マイケル・シーン ジム・ブロードベント コルム・ミーニイ                                         | ドラマ             | 3月25日  |                                      |
| ゾンビハーレム Doghouse                                               | ジェイク・ウェスト                 | ダニー・ダイア スティーブン・グレアム リー・イングルビー Terry Stone ノエル・クラーク          | コメディ           | 6月12日  |                                      |
| ドリアン・グレイ Dorian Gray                                          | オリヴァー・パーカー               | ベン・バーンズ コリン・ファース レベッカ・ホール                                               | ドラマ             | 9月11日  |                                      |
| 17歳の肖像 An Education                                               | ロネ・シェルフィグ                 | キャリー・マリガン エマ・トンプソン サリー・ホーキンス ドミニク・クーパー                      | 成人               | TBA      |                                      |
| エンドゲーム アパルトヘイト撤廃への攻防 Endgame                       | ピート・トラヴィス                 | ウィリアム・ハート キウェテル・イジョフォー ジョニー・リー・ミラー                             | ドラマ             | 1月15日  |                                      |
| イングリッシュマン・イン・ニューヨーク An Englishman in New York      | Richard Laxton                     | ジョン・ハート シンシア・ニクソン ジョナサン・タッカー                                         | 伝記               | TBA      |                                      |
| フィッシュタンク ミア、15歳の物語 Fish Tank                           | アンドレア・アーノルド             | ミヒャエル・ファスベンダー                                                                     | ドラマ             | 5月13日  | 第62回カンヌ国際映画祭審査委員賞受賞 |
| 狼たちの処刑台 Harry Brown                                            | ダニエル・バーバー                 | マイケル・ケイン                                                                               | ドラマ             | 11月     | 2009年 トロント国際映画祭でプレミア  |
| ハリー・ポッターと謎のプリンス Harry Potter and the Half-Blood Prince | デヴィッド・イェーツ               | ダニエル・ラドクリフ エマ・ワトソン ルパート・グリント アラン・リックマン                      | ファンタジー 冒険  | 7月17日  |                                      |
| Hippie Hippie Shake                                                   | ビーバン・キドロン                 | キリアン・マーフィー シエナ・ミラー ショーン・ビガースタッフ エマ・ブース                      | コメディ ドラマ    | TBA      |                                      |
| Dr.パルナサスの鏡 The Imaginarium of Doctor Parnassus                 | テリー・ギリアム                   | ヒース・レジャー ジョニー・デップ ジュード・ロウ コリン・ファレル                              | ファンタジー       | TBA      |                                      |
| アナザー・フェイス I Know You Know                                    | ジャスティン・ケリガン             | ロバート・カーライル Arron Fuller カール・ジョンソン ハワード・マークス                        | ドラマ             | TBA      |                                      |
| In the Loop                                                           | アーマンド・イアヌッチ             | トム・ホランダー ジェームズ・ガンドルフィーニ ジーナ・マッキー                                 | コメディ           | 4月17日  |                                      |
| Iron Cross                                                            | ジョシュア・ニュートン             | ロイ・シャイダー スコット・コーエン ヘルムート・バーガー モニカ・クルス                        | スリラー           | TBA      |                                      |
| Is Anybody There?                                                     | ジョン・クロウリー                 | マイケル・ケイン デビッド・モリシー アンヌ＝マリー・ダフ ビル・ミルナー                        | ドラマ             | 5月1日   |                                      |
| Jackboots on Whitehall                                                | Edward McHenry                     | ユアン・マクレガー ロザムンド・パイク トム・ウィルキンソン                                     | コメディ           | TBA      | 人形アニメ映画                       |
| Jack Said                                                             | Michael Tchoubouroff               | デイヴィッド・オハラ ダニー・ダイア サイモン・フィリップス                                     | フィルム・ノワール | 9月25日  |                                      |
| レズビアン・ヴァンパイア・キラーズ Lesbian Vampire Killers            | フィル・クレイドン                 | ジェームズ・コーデン マシュー・ホーン                                                          | コメディ           | 3月20日  |                                      |
| 天才画家ダリ 愛と激情の青春 Little Ashes                              | ポール・モリソン                   | ジャヴァイア・ベルトラン ロバート・パティンソン マシュー・マクナルティ                         | 伝記               | 5月8日   |                                      |
| London River                                                          | ラシッド・ブシャール               | ブレンダ・ブレッシン ソティギ・クヤテ                                                          | ドラマ             | 2月10日  |                                      |
| エリックを探して Looking for Eric                                     | ケン・ローチ                       | マシュー・マクナルティ                                                                         | 伝記               | 6月      |                                      |
| Lorelei                                                               | Gabrielle Dellal                   | ヘレナ・ボナム＝カーター カミーラ・ベル ジェフリー・ディーン・モーガン                         | ドラマ             | TBA      |                                      |
| 月に囚われた男 Moon                                                   | ダンカン・ジョーンズ               | サム・ロックウェル                                                                             | SF                 | TBA      |                                      |
| Nativity                                                              | デビー・イシト                     | マーティン・フリーマン アレン・カー                                                            | コメディ           | 11月27日 |                                      |
| ノーウェアボーイ ひとりぼっちのあいつ Nowhere Boy                     | サム・テイラー・ウッド             | アーロン・ジョンソン                                                                           | ドラマ             | 12月26日 |                                      |
| Perrier's Bounty                                                      | Ian Fitzgibbon                     | キリアン・マーフィー ジム・ブロードベント ブレンダン・グリーソン                               | スリラー コメディ  | TBA      |                                      |
| Rage                                                                  | サリー・ポッター                   | ジュード・ロウ ジュディ・デンチ スティーヴ・ブシェミ                                           | ドラマ             | TBA      |                                      |
| ムーンプリンセス 秘密の館とまぼろしの白馬 The Secret of Moonacre      | ガボア・クスポ                     | ダコタ・ブルー・リチャーズ ティム・カリー ヨアン・グリフィズ                                   | ファンタジー 冒険  | 2月12日  |                                      |
| シャーロック・ホームズ Sherlock Holmes                                | ガイ・リッチー                     | ロバート・ダウニー・Jr ジュード・ロウ レイチェル・マクアダムス                                 | 冒険               | 12月     |                                      |
| Shifty                                                                | Eran Creevy                        | リズ・アーメッド ダニエル・メイズ ジェイソン・フレミング ニナ・ケルヴェル フランシスカ・アニス | スリラー           | 4月26日  |                                      |
| Telstar                                                               | ニック・モラン                     | コン・オニール カール・バラー ケヴィン・スペイシー パム・フェリス                              | ドラマ             | 6月19日  |                                      |
| Tormented                                                             | ジョン・ライト                     | アレックス・ペティファー April Pearson カルヴィン・ディーン                                    | ホラー             | 5月22日  |                                      |
| トライアングル Triangle                                               | クリストファー・スミス             | メリッサ・ジョージ リアム・ヘムズワース レイチェル・カーパニ                                   | ホラー             | 10月16日 |                                      |
| ターゲット Wild Target                                                | ジョナサン・リン                   | ビル・ナイ エミリー・ブラント ルパート・グリント                                               | コメディ           | 3月      |                                      |
| ヴィクトリア女王 世紀の愛 The Young Victoria                          | ジャン＝マルク・ヴァレ             | エミリー・ブラント ジム・ブロードベント ルパート・フレンド ミランダ・リチャードソン            | ドラマ             | 3月9日   |                                      |